# Amethystea caerulea
Amethystea caerulea  là một loài thực vật có hoa trong họ Hoa môi. Loài này được L. mô tả khoa học đầu tiên năm 1753.